# Clara Blessing
Clara Blessing, nacida Geuchen, (1992) es una oboísta y profesora universitaria alemana. Es Profesora de instrumentos de doble lengüeta históricos y vicepresidenta de la Universidad de Música de Würzburg.

## Carrera
Blessing creció con seis hermanos como hija de un organista y una pediatra. Asistió al Gymnasium Thomaeum en Kempen y fue miembro de la Orquesta Barroca de la Unión Europea. Como becaria de la Fundación Académica Nacional Alemana, estudió oboe con Christian Schneider y Michael Niesemann en la Universidad de Artes Folkwang de Essen. En 2020 fue nombrada profesora de instrumentos históricos de doble lengüeta en la Universidad de Música de Würzburg, donde enseña desde entonces. También es Vicerrectora de la universidad desde el semestre de invierno 2023/24.

## Obra musical
Como solista, músico de cámara y en orquesta interpreta desde la Barroco hasta la música moderna. Hubo colaboraciones con el Concerto Köln, el Köthener BachCollectiv, MusicAeterna y la Festival Orchestra Budapest bajo la dirección de Simon Rattle, John Eliot Gardiner, Kent Nagano y Teodor Currentzis.

## Vida privada
Blessing está casada con el organista Sebastian Küchler-Blessing.

## Publicaciones (como editor)
- Die Kunst und die Krise: Analysen und Perspektiven. (El arte y la crisis: análisis y perspectivas). Königshausen & Neumann, Würzburg 2021, ISBN 978-3-8260-7224-6.
- Etüden für Hoboe; aus historischen Oboenschulen von 1695 bis 1802, nach Tonarten geordnet: Anhang mit den wichtigsten aufführungspraktischen Informationen ; Studies for hautboy (Estudios para Hoboe; de escuelas históricas de oboe de 1695 a 1802, ordenadas por clave: apéndice con la información práctica más importante sobre su ejecución; Estudios para hautboy.) Edición Walhall, Verlag Franz Biersack, Magdeburgo 2021, ISBN 979-0-50265-181-7.

## Enlaces web
- Perfil en el sitio web de la Universidad de Música de Würzburg

- Datos: Q115288647